# 신푸구 (롄윈강시)
신푸구(한국어: 신포구, 중국어: 新浦区, 병음: Xīnpǔ Qū)는 중화인민공화국 장쑤성 롄윈강 시의 현급 행정구역이다. 넓이는 259km2이고, 인구는 2007년 기준으로 380,000명이다.

## 행정 구역
6개 가도, 2개 진, 3개 향을 관할한다.
- 가도: 浦东街道, 浦西街道, 新东街道, 新南街道, 路南街道, 新海街道.
- 진: 南城镇, 浦南镇.
- 향: 云台乡, 花果山乡, 宁海乡.